# Ди Гвида, Альфонсо
Альфонсо ди Гвида (итал. Alfonso Di Guida; род. 1 мая 1954, Неаполь) — итальянский легкоатлет, специалист по бегу на короткие дистанции. Выступал за национальную сборную Италии по лёгкой атлетике в середине 1970-х — начале 1980-х годов. Победитель Кубка Европы, дважды бронзовый призёр Средиземноморских игр, обладатель бронзовой медали Универсиады, чемпион итальянских национальных первенств и рекордсмен страны, участник летних Олимпийских игр в Монреале.

## Биография
Альфонсо ди Гвида родился 1 мая 1954 года в Неаполе, Италия. Проходил подготовку в спортивном клубе G.S. Fiamme Gialle.
Впервые заявил о себе в сезоне 1974 года, одержав победу на чемпионате Италии в беге на 400 метров.
Первого серьёзного успеха на взрослом международном уровне добился в 1975 году, когда вошёл в основной состав итальянской национальной сборной и побывал на Средиземноморских играх в Алжире, откуда привёз награду бронзового достоинства, выигранную в программе эстафеты 4 × 400 м.
В 1976 году выиграл итальянские первенства на четырёхсотметровой дистанции в помещении и на открытом стадионе. Благодаря череде удачных выступлений удостоился права защищать честь страны на летних Олимпийских играх в Монреале — в беге на 400 метров сумел дойти до стадии четвертьфиналов, где финишировал седьмым.
После монреальской Олимпиады ди Гвида остался в легкоатлетической команде Италии и продолжил принимать участие в крупнейших международных соревнованиях. Так, в 1979 году в эстафете 4 × 400 метров он стал бронзовым призёром на Универсиаде в Мехико и на Средиземноморских играх в Сплите.
В 1981 году совместно с партнёрами по команде Стефано Малинверни, Роберто Рибо и Мауро Дзулиани выиграл эстафету 4 × 400 метров на Кубке мира в Загребе — они показали время 3:01,42, установив тем самым национальный рекорд и рекорд Кубка Европы в данной дисциплине. При этом на домашнем Кубке мира в Риме Альфонсо ди Гвида занял в той же дисциплине лишь пятое место.